# Navette d'été
Brassica rapa L. 'subsp.' oleifera '('DC.')' Metzg. forma annua
Pour les articles homonymes, voir Navette (plante).
Forme
Classification phylogénétique
La navette d'été (souvent appelée « quesse améliorée » par les semenciers, mais le mot « quesse » est absent des dictionnaires) (Brassica rapa subsp. oleifera forma annua) est une variété de plante herbacée annuelle de la famille des Brassicaceae. C'est l'une des deux variétés de la navette.